# Curiepe
Curiepe es una parroquia del Municipio Brión, en la región de Barlovento, estado Miranda. Está situada a ocho kilómetros de Higuerote, capital del municipio, a orillas del río homónimo. Cuenta con una población de 14.109 habitantes y se encuentra a unos 12 metros sobre el nivel del mar. Su topónimo proviene de un vocablo indígena que significa «donde mataron el acure». Otra tesis sostiene que deriva de una palabra indígena que significa «planta de maíz».

## Historia

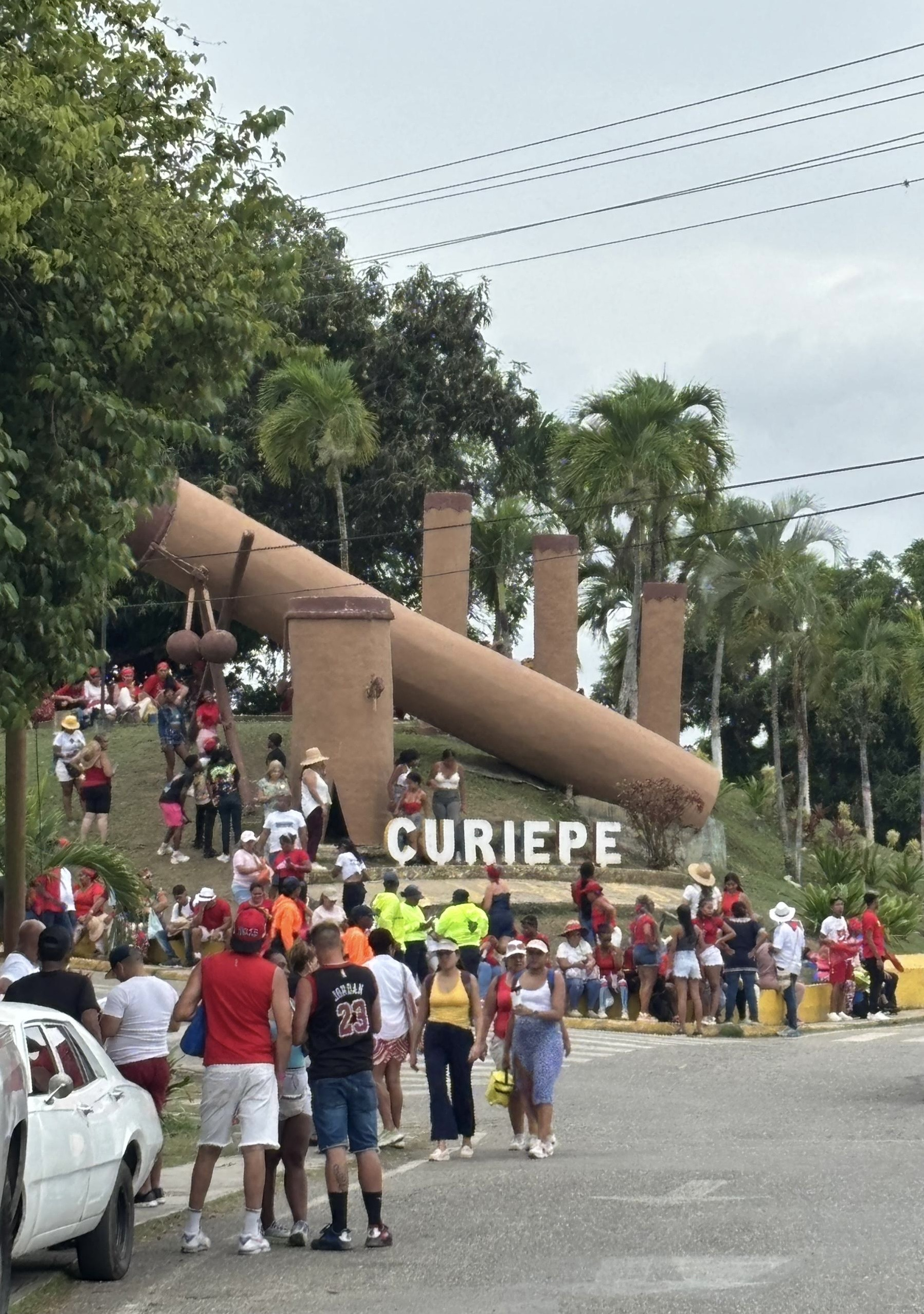
Monumento al tambor en la entrada de Curiepe, durante las festividades de San Juan Bautista.

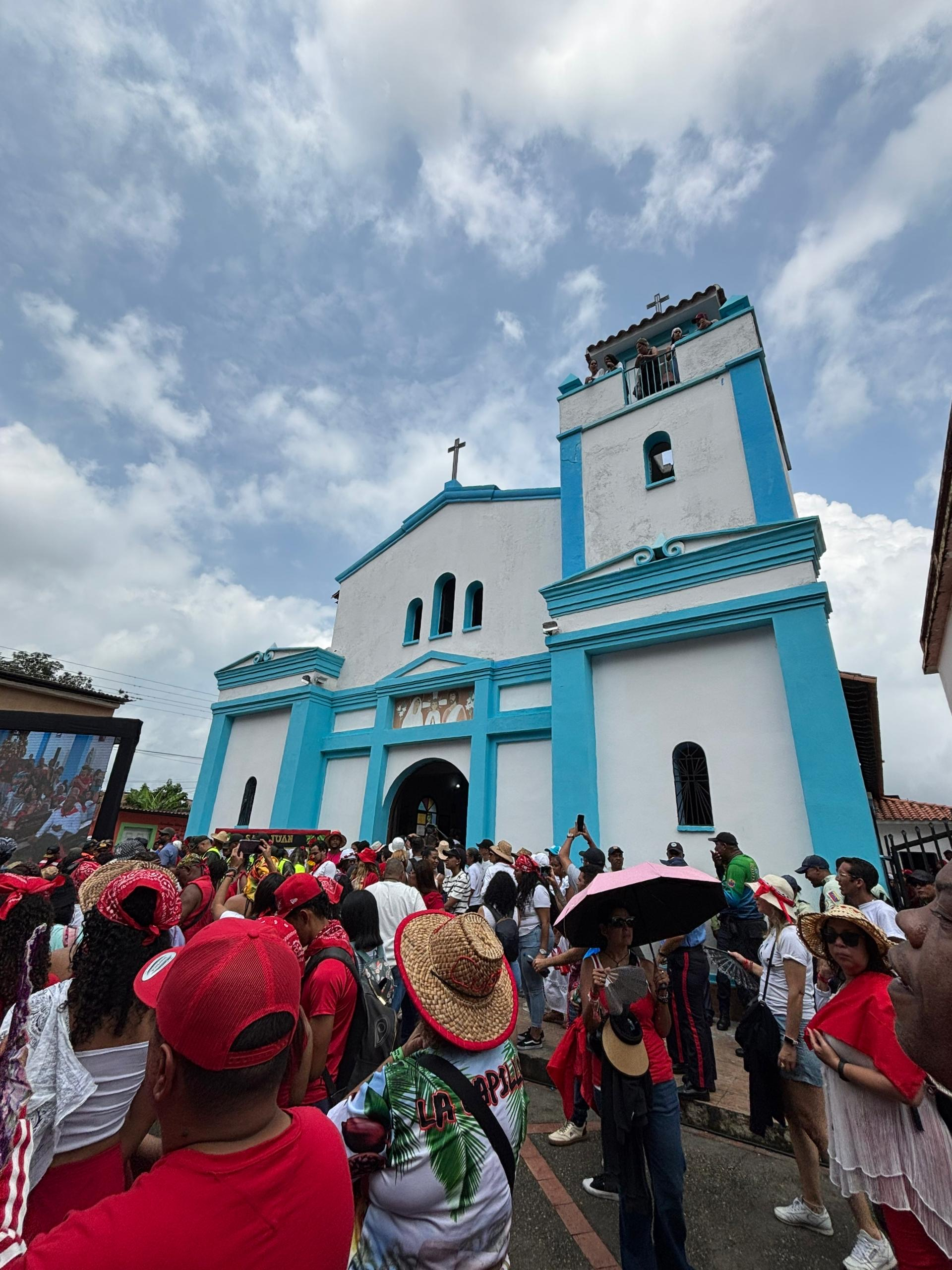
Iglesia Nuestra Señora de Altagracia.

Fue fundado hacia el año 1721 por Juan del Rosario Blanco, negro libre y capitán del ejército, junto con una partida de negros libres y cimarrones. La zona de Barlovento fue históricamente un importante asentamiento de población esclava de origen africano. En 1732 fue elevada a parroquia con el nombre de Nuestra Señora de Altagracia y San José de Curiepe, Ensenada de Higuerote, Cabo y Sabana de Oro. Un censo realizado en 1800 por las autoridades eclesiásticas registró 61 blancos, 53 indios, 382 pardos (mestizos), 687 negros libres y 680 negros esclavos. Actualmente, alrededor del 90% de la población de Curiepe es descendiente de africanos.
En 1812, durante la Guerra de Independencia de Venezuela, fue uno de los epicentros de una rebelión de negros esclavos, quienes, instigados por los realistas, marcharon desde la zona hacia Caracas (situada a unos 100 km al oeste) asesinando a los patriotas que encontraban a su paso.

## Economía
Durante la época colonial y hasta la primera mitad del siglo XX Curiepe fue un emporio de producción de cacao. Este auge decayó con el desarrollo de la explotación petrolera en Venezuela, que ocasionó grandes migraciones internas desde el campo hacia las zonas petrolíferas. En la actualidad, su economía se centra en el turismo y la agricultura (tubérculos, bananos y, en menor escala, el cacao).
Entre sus principales atractivos turísticos están el Monumento natural cueva Alfredo Jahn, donde se han hallado importantes yacimientos arqueológicos del periodo precolombino, el río Curiepe, y especialmente la celebración de San Juan Bautista, los días 23, 24 y 25 de junio, con bailes y cantos de neta raíz africana. Adicionalmente, el 1 de junio se realiza el repique de tambores, y el sábado posterior a las festividades de San Juan Bautista se celebran las fiestas en honor a San Juan Congo. Cerca de Curiepe se encuentra el pequeño pueblo de Birongo, también perteneciente a la parroquia, conocido como centro de actividades espiritistas con componentes de las antiguas creencias africanas.

## Baile de tambor
Cada año, los días 23, 24 y 25 de junio se celebra el día de San Juan Bautista, una de las tradiciones más emblemáticas de la región. Durante estas fechas se escuchan los tambores en homenaje al santo, y el sábado siguiente tiene lugar la celebración de los tambores de San Juan Congo, considerada una festividad de carácter más privado.